# 구글 산타 트래커

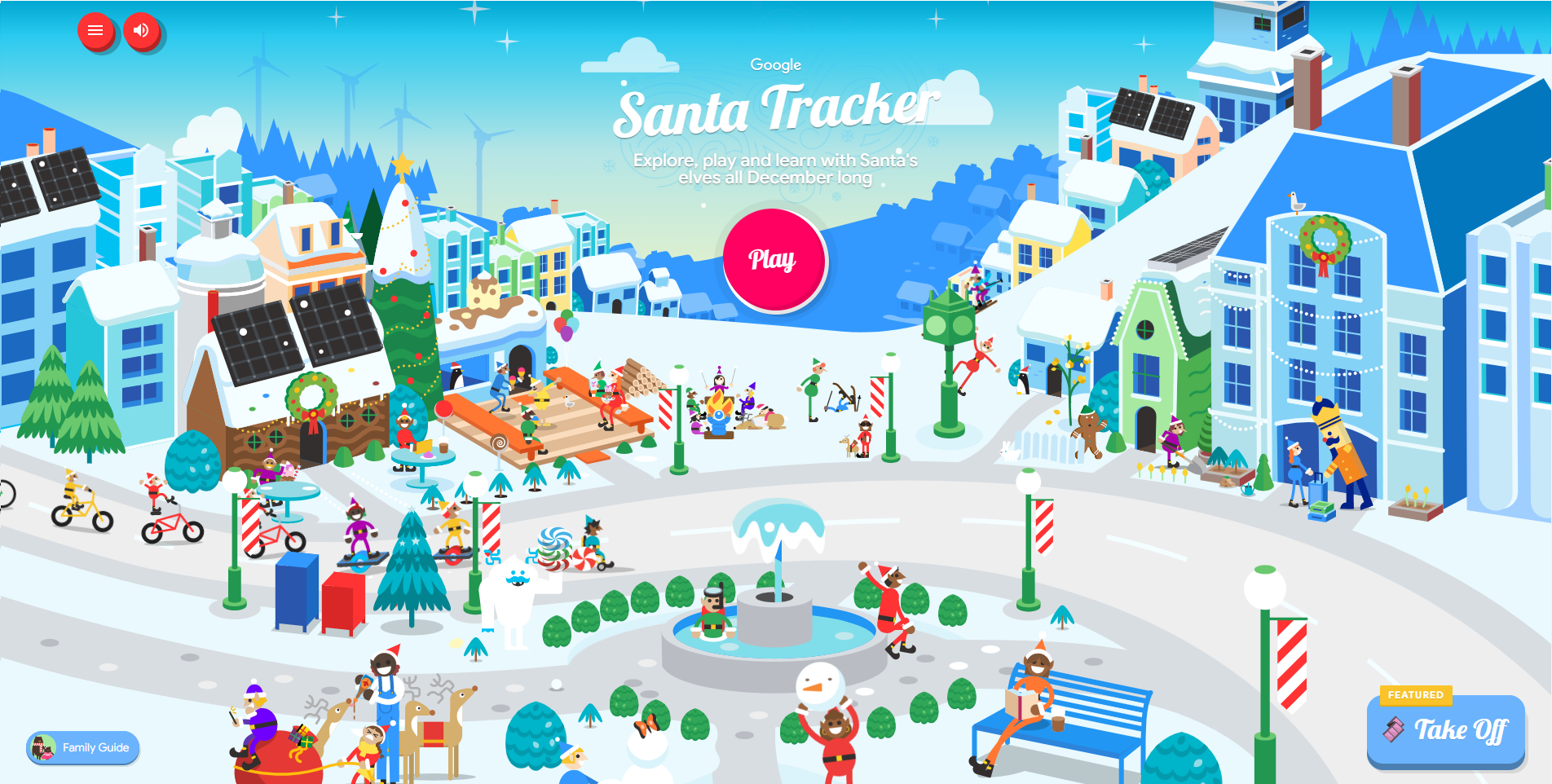
2022년 12월 25일자 홈페이지

구글 산타 트래커(Google Santa Tracker)는 미리 결정된 위치 정보를 사용하여 크리스마스 이브에 전설적인 캐릭터 산타클로스의 추적을 시뮬레이션하는 구글이 2004년에 처음 출시한 연례 크리스마스 테마 엔터테인먼트 웹사이트이다. 또한 크리스마스를 주제로 한 다양한 활동을 통해 사용자가 놀고, 보고, 배울 수 있다. 이 서비스는 1955년부터 운영된 NORAD 산타 추적에서 영감을 받았다.

## 역사
2004년 초, 구글 직원은 NORAD 산타 추적 서비스에 대한 응답으로 "사용자가 산타가 현재 어디에 있는지 '시각화'하는 것이 더 나을 것 같다"고 말했다. 그해 말, 키홀(Keyhole, Inc.)은 2004년 구글에 인수되었으며 "Keyhole Earth Viewer"(구글 어스의 원래 이름)라는 유료 서비스를 출시했으며, 여기서 "Keyhole Santa Radar"라는 프로그램 내에서 서비스를 시작했다. 이 서비스는 출시 당시 25,000명, 이듬해 250,000명의 시청자를 확보했다.
2007년에 NORAD와 구글은 향후 5년 동안 지속될 파트너십을 공식적으로 발표했다.
2015년에 구글은 구글 산타 트래커가 이제 깃허브를 통해 오픈 소스로 제공된다고 발표했다. 이는 사용자가 안드로이드 (운영체제) 기기에 구글 산타 트래커를 APK 파일로 설치할 수 있음을 의미한다. 또한 안드로이드 웨어를 위한 몇 가지 맞춤형 시계 모드를 발표했다.
2018년에는 산타 추적기에 학생과 교육자를 위한 여러 기능이 추가되었다. 2018년 12월 4일, 웹사이트는 코딩의 기초와 전 세계의 크리스마스 전통에 관한 일련의 게임과 수업 계획을 완전히 출시했다. 이 사이트에는 비영리 단체인 칸 아카데미 및 코드닷오알지에 대한 정보도 포함되어 있다. 2018 구글 산타 트래커 페이지에서는 사용자가 구글 어시스턴트를 사용하여 산타에게 전화를 걸거나 크리스마스 이야기를 들을 수도 있었다. 그 해 12월 웹사이트 방문자 수는 4,220만 명에 달했다. 웹사이트는 산타가 2019년에 56억 개의 선물을 전달했다고 주장했다.
2020년과 2021년에는 코로나19 팬데믹 기간 동안 산타와 산타 부인, 엘프들이 마스크를 착용하는 모습이 그려졌다. 2022년에는 마스크가 제거되었다.